# 女王音乐厅
女王音乐厅（Queen's Hall）是曾经位于英国伦敦朗豪坊的一座音乐厅，1893年开张。它曾是伦敦的主要音乐厅之一，1895年至1941年间，逍遥音乐节在此举办，上演过德彪西、爱德华·埃尔加、莫里斯·拉威尔和理查德·施特劳斯的作品。1930年代，BBC交响乐团和伦敦爱乐乐团也将其作为主场。然而，在二战的伦敦大轰炸期间，它被德军炸毁。之后，逍遥音乐会改在皇家阿尔伯特音乐厅举行，其他职能则由皇家节日音乐厅接替。